# Andalucía (Kolumbia)
Andalucía – miasto w Kolumbii, w departamencie Valle del Cauca.